# Слобозија Силишкани (Ботошани)
Слобозија Силишкани (рум. Slobozia Silișcani) насеље је у Румунији у округу Ботошани у општини Михалашени. Oпштина се налази на надморској висини од 110 m.

## Становништво
Према подацима из 2002. године у насељу је живело 203 становника, од којих су сви румунске националности.